# (3344) Modena
(3344) Modena – planetoida z pasa głównego asteroid okrążająca Słońce w ciągu 3 lat i 277 dni w średniej odległości 2,42 j.a. Została odkryta 15 maja 1982 roku w Osservatorio San Vittore. Nazwa planetoidy pochodzi od włoskiego miasta Modena. Przed jej nadaniem planetoida nosiła oznaczenie tymczasowe (3344) 1982 JA.